# 唐有章
唐有章（1906年—2000年），男，湖南攸县人，中华人民共和国政治人物，曾任机械工业部设计总院副院长、农业机械部外事局局长、顾问。